# John Pershing
Pour les articles homonymes, voir Pershing.
 (juillet 2020).
Si vous disposez d'ouvrages ou d'articles de référence ou si vous connaissez des sites web de qualité traitant du thème abordé ici, merci de compléter l'article en donnant les références utiles à sa vérifiabilité et en les liant à la section « Notes et références ».
John Joseph Pershing, né le 13 septembre 1860 dans le Missouri et mort le 15 juillet 1948 à l'hôpital Walter-Reed à Washington, D.C., est un militaire américain. Il commande le Corps expéditionnaire américain en Europe à partir de 1917 lors de la Première Guerre mondiale. Il est le seul général, avec George Washington (à titre posthume en 1976,) et Ulysses S. Grant (à titre posthume en 2022), à avoir obtenu le grade de General of the Armies.

## Jeunesse

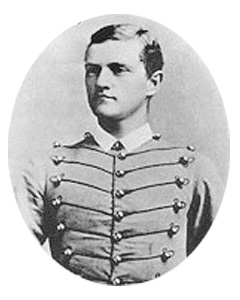
Pershing, jeune cadet à West Point.

John Pershing est né dans la petite maison de ses parents près de Laclede dans le Missouri le 13 septembre 1860. La famille Pershing était d'origine alsacienne ; en effet, le premier Pershing venu s'installer en Amérique était Frederick Pfoerschin, émigré d'Alsace en 1724. Le nom de famille s'est alors modifié en Pershin puis est devenu Pershing.
Le père de John, John Fletcher Pershing avait émigré de Pennsylvanie pendant sa jeunesse. Sa mère, originaire du Kentucky, se nommait Ann Elizabeth Thompson. John fait partie d'une fratrie de neuf enfants.
Jusqu'en 1873, John Pershing est allé à l'école tout en travaillant à la ferme de son père. Il travaille également très rapidement en tant qu'enseignant dans une école pour Noirs : le salaire versé lui permit d'intégrer la Normal School Kirksville d'où il sort diplômé d'une licence d'art en 1880.
En 1882, une annonce de concours pour entrer à l'Académie militaire de West Point attire son attention. Bien que peu enclin à s'engager dans une carrière militaire, il se décide cependant pour celle-ci car West Point lui offre la chance de bénéficier d'une formation de grande qualité.
Soutenu par sa sœur, John réussit le concours d'entrée à West Point. Il n'y brille pas par ses résultats scolaires mais ses qualités de meneur d'hommes le font nommer en 1886 au grade de capitaine des cadets qui était la plus importante distinction à West Point. Ses qualités d'organisateur, alliant rigueur, discipline et une bonne psychologie font dire au général Merritt, alors directeur de West Point, que les qualités démontrées par le jeune Pershing le promettent à une grande carrière d'officier. Malgré cela, John Pershing ne voyait toujours pas son avenir dans l'armée.

## Carrière militaire

### Campagnes indiennes
John Pershing sort de West Point avec le grade de sous-lieutenant dans l'US Army. Il est affecté à la Troop L du 6e de cavalerie de Fort Bayard (Nouveau-Mexique), sous le commandement du général Nelson Miles. Celui-ci est alors en campagne contre un Apache, le chef Geronimo. Pershing y reste pendant quatre ans.
Après avoir été transféré en 1887 à Fort Stanton, où Pershing continue à participer aux diverses campagnes, le 6e de cavalerie est envoyé à Rapid City (Dakota du Sud). Il y parvient le 9 décembre 1890 et doit, pendant l'hiver qui s'ensuit, faire face aux derniers grands soulèvements des Amérindiens, en l’occurrence les Sioux (massacre de Wounded Knee).
Après les campagnes indiennes, le lieutenant Pershing est envoyé, le 15 septembre 1891, à l'université du Nebraska en tant qu'instructeur sur les tactiques militaires.
Le 1er octobre 1895, Pershing est prié de rejoindre son régiment au fort Assinniboine (en) dans le Montana et est nommé au grade de lieutenant dans le 10e régiment de cavalerie (en). C'est un régiment noir de « Buffalo Soldiers ». Dans une armée américaine raciste et ségrégationniste, cette affectation le suit toute sa vie. Cela lui vaut le surnom méprisant de « Nigger Jack » (« Jack le nègre ») que le temps transformera en un moins violent « Black Jack ».
En juin 1897, John Pershing est envoyé comme instructeur à West Point, où sa cote de popularité auprès des cadets tombe au plus bas en raison de l'aspect trop strict de son enseignement. Il quitte son poste d'enseignant en 1898 et rejoint son régiment à Tampa, où il travaille à l'administration des Philippines et de Porto Rico.

### Guerres avec l'Espagne et aux Philippines

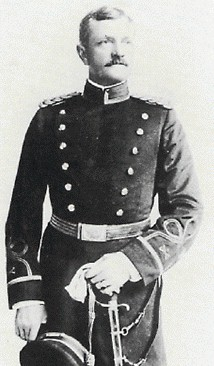
Le capitaine Pershing en 1901.

Il participe aux batailles de Santiago et de San Juan durant la guerre hispano-américaine et est cité le 1er juillet 1898 à la Silver Star Medal.
Le 10 mars 1899, Pershing est chargé d'une nouvelle division créée par le département de la Guerre et qui a pour but de gérer les nouvelles possessions insulaires que sont Cuba, Porto Rico, les Philippines et Guam.
Le 17 août 1899, Pershing est envoyé à Manille dans les Philippines pour pacifier les îles de Mindanao et Jolo. Ces régions, historiquement colonies espagnoles, n'avaient jamais pu être pacifiées par les Européens qui avaient toujours été confrontés aux guerriers Moros. Après que les troupes américaines eurent chassé les Espagnols, les Moros continuèrent les combats contre leurs « libérateurs ».
Pershing gagne ses galons de capitaine et commence à apprendre la langue moro afin de mieux pouvoir converser avec ses adversaires. Il prend le commandement du Fort Padapatan, situé sur le lac Lanao, et tente une approche diplomatique du problème. Après un échec des pourparlers, Pershing lance ses troupes contre les Moros et prend le contrôle total de la zone du lac Lanao le 28 septembre 1901. L'organisation et la conduite des expéditions contre les insurrections Moro sont remarquées et appréciées à Washington.

### Retour à Washington
Le capitaine Pershing est rappelé à Washington en juin 1903. Le président Theodore Roosevelt lui rend honneur en mentionnant ses états de service lors d'un discours au Congrès. Son retour est également marqué par sa rencontre avec Helen Warren, fille du sénateur Francis E. Warren du Wyoming. Tombant aussitôt amoureux, ils se marient le 26 janvier 1905 devant de prestigieux invités, dont les époux Roosevelt.

### Observateur militaire à Tokyo
Après son mariage le capitaine est affecté à l'ambassade des États-Unis à Tokyo en tant qu'attaché militaire. Le Japon était alors en guerre contre la Russie pour un différend sur la zone d'influence de la Mandchourie. Pershing accompagne, en tant qu'observateur, l'armée du général Kuroki lors de sa marche victorieuse sur la Mandchourie. Lors de cette expérience japonaise, Pershing est décoré des mains même du Mikado de l'ordre du Trésor Sacré.

### Nouveau retour à Washington
Pershing revient au pays en 1906 et son premier enfant, Helen Elizabeth, voit le jour. Cette expérience au Japon permet au capitaine de rencontrer beaucoup d'autres observateurs militaires européens, officiers, colonels ou généraux alors que lui, à présent âgé de plus de 40 ans, n'était encore que capitaine. Jusqu'à présent, la nomination au grade de général que Pershing demandait et que le président Roosevelt, lors de son discours au Congrès trois années auparavant, avait exprimé le vœu de lui voir accorder, n'était obtenue qu'au titre de l'ancienneté. Accorder ce grade au capitaine Pershing, même avec les états de service qui avaient été les siens aux Philippines, dérangeait beaucoup d'officiers.
Le 15 septembre 1906, le président Roosevelt fait parvenir au Sénat sa décision de nommer le capitaine Pershing au grade de général de brigade, alors que  862 officiers supérieurs (commandants et colonels) étaient en attente du même titre. Accusé de favoritisme, notamment par le statut privilégié dont bénéficiait Pershing, beau-fils du sénateur Francis E. Warren, président du comité du Sénat aux affaires militaires, Roosevelt déclare que « promouvoir un homme parce qu'il a épousé la fille d'un sénateur serait une infamie, refuser cette promotion pour la même raison serait également une infamie ».

### Philippines
Après sa promotion, le général Pershing demande à être affecté aux Philippines. Il obtient le commandement du fort McKinley, près de Manille. Le 24 mars 1908 voit la naissance d'Anne, second enfant des époux Pershing.
L'automne 1908 semble annoncer une guerre imminente dans les Balkans. On demande à Pershing de se rendre à Paris et, au cas où la guerre éclaterait, de jouer le rôle d'observateur militaire. Les Pershing s'établissent à Paris pendant deux mois puis retournent aux États-Unis, attendu que la situation dans les Balkans s'était calmée.
Pendant son absence, la situation avec les Moros de Mindanao et dans les îles de Sulu était redevenue houleuse. Le gouverneur des Philippines, Smith, réclame le retour d'urgence du général Pershing, mais ce dernier était atteint de complications résultant de la malaria.
Le 24 juin 1909 naît le seul fils de Pershing, Francis Warren, né à Cheyenne (Wyoming). En octobre de cette même année, le général Pershing se trouve guéri de sa maladie. Il peut alors retourner aux Philippines afin de reprendre en main la province de Moro, en tant que gouverneur militaire.
Les Moros sont finalement défaits et Pershing raconte dans ses mémoires un des moyens employés : « Les attaques des juramentado diminuèrent par l'usage d'une méthode que l'armée avait déjà adoptée, et que les musulmans tenaient pour abominable. Leurs corps étaient publiquement enterrés dans la même tombe qu'un porc mort. Prendre une telle mesure n'était pas plaisant, mais la perspective d'aller en enfer plutôt qu'au paradis dissuadait parfois les assassins potentiels. » Son supérieur confirme et approuve cette action psychologique.

### Mexique
Le quatrième et dernier enfant, Mary Margaret, naît le 20 mai 1912. En 1913, le général Huerta trahit le président mexicain Madero et prend le pouvoir. Les États-Unis refusent de reconnaître le nouveau gouvernement et les relations diplomatiques se détériorent rapidement. Dans l'hypothèse d'un conflit, le général Pershing reçoit l'ordre de rejoindre la 8e brigade à San Francisco.
Alors que Pershing et la 8e brigade opèrent à la frontière mexicaine, une tragédie survient : le 27 août 1915 un incendie détruit le domicile du général Pershing. Sa femme et ses trois filles trouvèrent la mort dans l'accident. Seul son fils, Warren, survit. Après les enterrements à Cheyenne, Pershing retrouve son fort en compagnie de son fils Warren et de sa sœur Mae pour reprendre son commandement. Travaillant d'arrache-pied, il parvient à recouvrer le courage et la sérénité.
Après que Huerta eut pris le pouvoir, un soulèvement s'effectue en partie sous les ordres de Pancho Villa. Ce dernier se révèle être l'auteur de meurtres qui font pour victimes huit soldats américains. Le président Wilson ne peut l'accepter. Il demande à Pershing de monter une expédition punitive afin de capturer Villa. Le gouvernement mexicain de Carranza refuse aux troupes américaines l'autorisation d'utiliser les voies de chemin de fer. Pershing mène 10 000 hommes (parmi lesquels le futur général Patton, alors sous-lieutenant) en territoire mexicain, malgré une préparation logistique insuffisante.
Malgré tous les efforts déployés, Villa n'est pas capturé. Au début de 1917, l'expédition est arrêtée.

### Première Guerre mondiale: le corps expéditionnaire américain en France

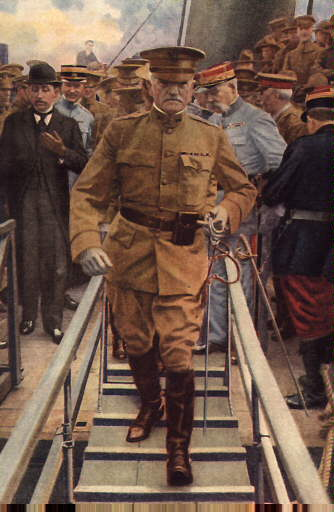
Pershing débarquant en France

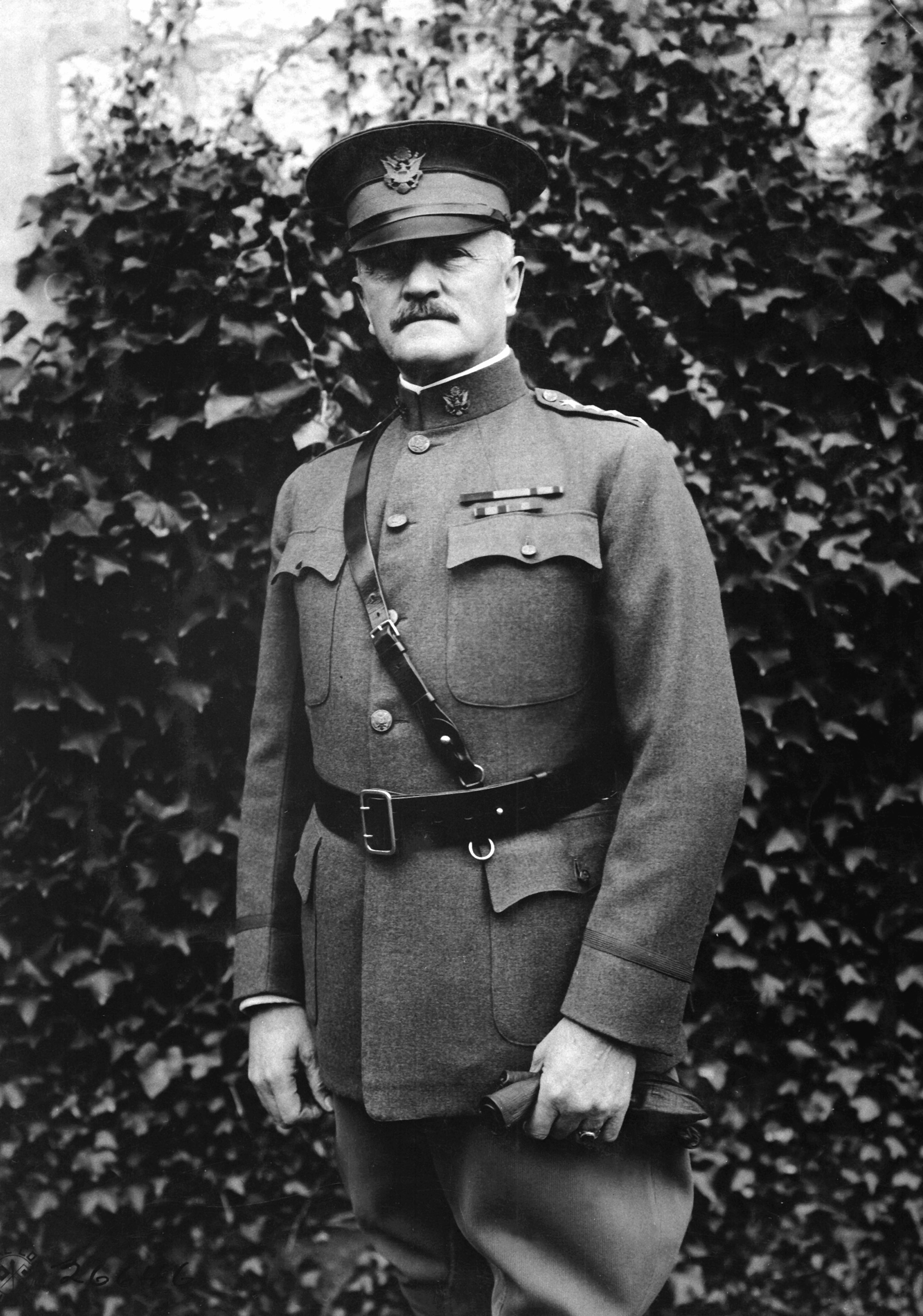
Pershing en octobre 1918

Dans le même temps, les événements se bousculent. Pershing est nommé au grade de major général et les États-Unis déclarent la guerre le 6 avril 1917 à l'Empire allemand de Guillaume II.
L'armée régulière américaine n'existe pas à proprement parler. Elle ne compte alors qu'environ 250 000 hommes. De plus, le général Frederick Funston, commandant de l'AEF (American Expeditionary Force), meurt le 19 février 1917, nécessitant de désigner de toute urgence un nouveau commandement et engager tout aussi rapidement une structuration de l'armée.
Quatre semaines après l'entrée en guerre des États-Unis, Pershing reçoit un télégramme de son beau-père, le sénateur Warren, lui demandant comment il parlait le français. John répond qu'il le « parlait couramment ». Quelques jours plus tard, il reçoit une lettre du sénateur. Celui-ci l'informe que le secrétaire à la Guerre, Newton D. Baker, l'avait consulté au sujet du général qui devrait être envoyé en France. Un nouveau télégramme du major général Hugh L. Scott convoque Pershing à Washington où ce dernier apprend sa nomination au commandement de l'AEF.
Une nouvelle fois, cette décision provoque une grande animosité dans l'armée. Pershing ne faisait pas partie, a priori, de la liste des généraux prédestinés à ce poste, comme l'étaient des généraux théoriquement plus expérimentés tels que James Franklin Bell, Thomas H. Barry (en), Hugh Lenox Scott, Tasker Howard Bliss ou encore Leonard Wood.
Toute liberté est donnée à Pershing pour la conduite des troupes américaines sur le sol français. La seule contrainte évoquée par le président Wilson était que les États-Unis devaient conserver toute liberté d'action sur leurs hommes et, surtout, ne pas se mettre dans une position de dépendance face aux Alliés. Le général Pershing et quelques hommes s'embarquent secrètement de New York le 28 mai 1917 et arrivent à Liverpool le 8 juin. Pershing est reçu par le roi George V à Buckingham.
Un premier contingent de l'AEF, qui comptait à présent environ 1 500 000 hommes, arrive en France par le port de Boulogne-sur-Mer le 13 juin 1917 puis, rendu à Paris, reçoit une ovation de la part du peuple français. Le général Pershing s'installe dans l'hôtel particulier situé au 49 rue Pierre-Charron qui devint ultérieurement le siège de l'American Legion et fut transformé en hôtel nommé en son honneur le Pershing Hall.
La grande difficulté, pour Pershing, était de composer entre le manque total de préparation d'une armée encore à l'état d'embryon et la pression importante de la France et de la Grande-Bretagne, qui n'attendaient pas une armée américaine opérationnelle mais plutôt des renforts en hommes de troupe. On attribue souvent à tort la fameuse phrase : « Lafayette, nous voici ! » au général Pershing quand il arriva en haut de la côte de Picardie, entre Versailles et Sèvres (même si un monument est toujours visible à cet emplacement), elle fut en réalité prononcée le jour anniversaire de l'indépendance américaine, le 4 juillet 1917 par le colonel Stanton, sur la tombe de La Fayette au cimetière de Picpus à Paris.
Il reste cependant un doute sur l'attribution de cette phrase au colonel Stanton, car s'il est exact que ce dernier, membre de l'état-major de Pershing, avait été désigné par le général pour parler en son nom, Painlevé et l'ambassadeur américain à Paris, Sharp, présents lors de la cérémonie, ont demandé à Pershing de prononcer également une allocution. Pershing avoue avoir « improvisé un speech » : « je n'eus pas de peine à trouver quelques mots. C'est à cette occasion et devant ce tombeau que furent prononcés les mots mémorables qu'on ne pouvait trouver que sous le coup d'une profonde émotion, des mots qui vivront longtemps dans l'histoire : Lafayette, nous voici ! » Pershing ajoute dans ses mémoires qu'il n'a pas personnellement le souvenir « d'avoir dit quelque chose d'aussi beau » et croit devoir laisser « l'honneur d'une phrase si heureuse et si bien frappée » à son vieux compagnon d'armes, Stanton.
Pendant des mois, Pershing doit s'opposer aux Français et Britanniques pour résoudre de simples problèmes de dépôts d'approvisionnement, de bâtiments ou de lignes téléphoniques afin que les premières troupes américaines puissent enfin commencer à arriver en France. Pershing choisit Chaumont en Haute-Marne, important nœud ferroviaire, pour son implantation. Les éléments précurseurs arrivent en septembre dans la région. En juin/juillet 1917, 14 000 GI avaient débarqué à Boulogne-sur-Mer. À la fin des hostilités, en novembre 1918, les forces américaines s'élèveront jusqu'à 1 790 623 combattants. La première division américaine opérationnelle le fut à Bourmont (Haute-Marne) : il s'agissait de la deuxième division d'infanterie US composée d'une brigade de marines et d'une brigade d'infanterie.
Le haut commandement allié avait initialement pensé que les effectifs américains pourraient être incorporés au sein de ses troupes. Mais ce n'était pas l'avis de Pershing qui s'opposa vivement à cette idée. Pershing obtient même que les États-Unis soient associés au Commandement suprême que formaient alors la France et la Grande-Bretagne.
Cette polémique connaît un coup d'arrêt en mars 1918. Une contre-attaque allemande met sérieusement en péril la ligne de front des Alliés et risque même de provoquer leur défaite. Pershing, reconnaissant le danger de la situation, accepte de placer les troupes américaines sous la responsabilité du commandant suprême des forces alliées, le maréchal Foch. Winston Churchill déclara que cette décision était à la hauteur de la gravité de la situation et qu'elle permit tout simplement de repousser l'offensive de Ludendorff.

#### Premiers combats
Le 10 mars 1918, les deux brigades de la Seconde Division sont devenues opérationnelles. Le major général O. Bundy en prend le commandement et la division est affectée au Xe Corps de la 2e Armée française et se déplace au sud-ouest de Verdun. Elle s'installe en position défensive à Ranzière, dans le secteur de Saint-Mihiel. Ce saillant dans le dispositif français, tenu par les Allemands depuis trois ans, est une menace permanente pour les Alliés à l'est de Verdun. Début avril, l'ennemi tenant les hauteurs dominant Montsec, les unités de la division lancent des raids d'entraînement au-delà de Seicheprey et dans le bois de Remière qui vont jusqu'au corps à corps.

#### La bataille du bois de Belleau
Le 27 mai 1918, à la suite de l'offensive ennemie sur le Chemin des Dames, les lignes françaises sont enfoncées sur une profondeur de 50 km, entre Noyon et Reims. Le 28 mai, la 1re division d'infanterie américaine prend part vaillamment à la bataille de Cantigny.
Le 31 mai, la 2e division d'infanterie américaine, forte maintenant de 26 665 hommes dont 1 063 officiers, reçoit l'ordre de constituer une ligne défensive solide dans le secteur de Château-Thierry. Reprenant aussitôt l'offensive suivant les directives du général Foch, la VIe Armée française met les Américains à l'épreuve du feu. Dans la nuit du 5 juin, la brigade de marines et le 23e d'infanterie de la 2e DI passent à l'action et prennent pied dans le bois de Belleau. Soumis pendant dix jours à de violentes contre-attaques, ils parviennent le 25 juin à chasser les derniers Allemands qui se cramponnaient au coin nord du bois, et, dans la foulée, s'emparent du village de Bouresches.

#### Saint-Mihiel
Plus tard, en juillet, quand les divisions américaines contribuaient à repousser les forces allemandes, Foch déclara à Pershing que le temps était venu de rassembler l'ensemble de ses forces, actuellement dispersées dans les armées françaises et britanniques, pour former une armée indépendante sous son propre commandement. Des préparatifs débutèrent alors pour préparer la première offensive américaine. Celle-ci devait s'effectuer en septembre dans le but de réduire le saillant de Saint-Mihiel (Meuse). Le 10 août, la Ire armée américaine voit le jour.
Comme prévu, le 12 septembre 1918, Pershing, à la tête de 300 000 hommes de l'AEF et appuyé par 110 000 Français, engage l'offensive. Il remporte la bataille du saillant de Saint-Mihiel le 16 septembre. Planifié et exécuté à la perfection, cet épisode marque la première victoire de l'armée américaine dans une opération totalement dirigée par les États-Unis.

#### Offensive Meuse-Argonne
Immédiatement après Saint-Mihiel, 400 000 hommes durent rejoindre l'Argonne pour participer à une offensive (offensive Meuse-Argonne) programmée par Foch pour le 26 septembre. Le rôle principal était une nouvelle fois dévolu aux troupes américaines de Pershing.
Cette bataille fut la plus importante pour les troupes de l'AEF. 345 chars et 480 avions américains participèrent à l'offensive dirigée par Pershing. La progression des alliés fut très difficile et extrêmement lente ; elle fut stoppée le 30 septembre pour reprendre le 4 octobre. Les Allemands résistèrent jusqu'au 4 avant d'entreprendre une retraite.
Les Alliés avaient avancé de 32 km lorsque l'armistice de 1918 fut signé le 11 novembre à Compiègne.

### Retour aux États-Unis
Après l'armistice, Pershing continue son projet de structuration de l'armée. En 1919, le Congrès lui décerne le titre de General of the Armies des États-Unis. Il reste à ce jour l'officier le plus haut gradé qui ait jamais servi dans l'armée des États-Unis. Les seuls autres détenteurs de ce titre sont Washington et Ulysses S. Grant, qui l'ont reçu de façon posthume, respectivement en 1976 et en 2022, soit après Pershing. 
Un comité se créa pour qu'il se présente à l'élection présidentielle de 1920 mais Pershing déclina la proposition. En 1921, il fut nommé chef d'état-major de l'United States Army, poste qu'il occupa 3 ans. En 1924, âgé de 64 ans, il se retira du service actif. Tenu en estime par ses collègues, Pershing, en dépit de sa retraite, continua à être consulté sur les questions militaires.
Il devient le premier président de l'American Battle Monuments Commission (ABMC) créée en 1923 pour construire et gérer les monuments et cimetières militaires américains aux États-Unis et à l'étranger. Sous sa présidence, plusieurs monuments dédiés aux soldats américains morts durant la Première Guerre mondiale seront construits en France. Il reste à la tête de l'ABMC jusqu'à sa mort.
À la fin de la Seconde Guerre mondiale, alors qu'il était au crépuscule de sa vie, le général Pershing restait l'officier de plus haut rang dans l'armée. Le titre de General of the Army à cinq étoiles, créé par le Congrès en décembre 1944 et qui avait été décerné aux généraux George Marshall, Douglas MacArthur, Dwight D. Eisenhower et Henry Arnold restait inférieur à celui de Pershing. Lors de sa visite aux États-Unis en juillet 1944, le général de Gaulle passa le voir. Pershing, dont la lucidité déclinait, lui demanda comment allait son vieil ami, le maréchal Pétain. De Gaulle répondit diplomatiquement qu'il « ne l'avait pas vu depuis fort longtemps ».

### Mort
John J. Pershing meurt le 15 juillet 1948 à 87 ans à l'hôpital militaire Walter-Reed de Washington, D.C. où il résidait depuis 1944 et où l'armée lui avait aménagé un appartement. Il repose dans le cimetière national d'Arlington.

### Après sa mort
Le nom de Pershing a été attribué à plusieurs reprises, entre autres par l'armée américaine, en son honneur, pour :
- un char de combat, le M26 Pershing ;
- un missile balistique, le MGM-31 Pershing ;
- le stade Pershing, une enceinte sportive parisienne située dans le bois de Vincennes ;
- le monument Pershing - Lafayette, avenue des États-Unis à Versailles (Yvelines).

Une plaque commémorative a été apposée le 13 juin 1967 place des États-Unis dans le 16e arrondissement de Paris, pour le 50e anniversaire de l’arrivée du général Pershing à Paris.